# Edward Bruce Alexander
Major Edward Bruce Alexander, (né le 3 mars 1872 - mort le 21 mars 1955), est un administrateur colonial britannique.
Il a été  gouverneur intérimaire du Ceylan britannique dans l'actuel Sri Lanka.

## Biographie
Alexander est né en Inde, où son père, Richard Dundas Alexander, était un membre de la fonction publique indienne. Alexander a été éduqué en Angleterre, fréquentant Forest School et Trinity College d'Oxford. 
Il était un joueur de cricket, jouant pour les Authentics et les Corinthians. Il a rejoint la fonction publique de Ceylan à un jeune âge, et a continué à jouer au cricket à Ceylan.
En 1899, il épouse Mabel Eleanor (née Bosanquet). Ils ont deux fils et une fille.

### Carrière militaire
Pendant la Première Guerre mondiale, il a servi en France, atteignant le grade de Major, et était un membre du mouvement Chrétien Toc H. 
Alexander est retourné à Ceylan après la guerre, et a été nommé contrôleur du revenu à Ceylan en 1922. Il a été secrétaire colonial de 1925 à 1927 et a été gouverneur par intérim du 18 octobre 1925 au 30 novembre 1925. Hugh Clifford lui a succédé.
Il prit sa retraite en 1927 et retourna en Angleterre.

## Distinctions

### Décorations
- Ordre de Saint-Michel et Saint-Georges Compagnon (CMG) en 1925[2].
- Récipiendaire de la Médaille d'ancienneté du service volontaire